# 1937. december 13-i konzisztórium
Az 1937. december 13-i konzisztóriumot XI. Piusz pápa hívta össze. Összesen 5 új bíborost kreált.
| Nº                     | Ország                 | Név                             | Életkor                | Hivatal                                             |
| Pápaválasztó bíborosok | Pápaválasztó bíborosok | Pápaválasztó bíborosok          | Pápaválasztó bíborosok | Pápaválasztó bíborosok                              |
| ---------------------- | ---------------------- | ------------------------------- | ---------------------- | --------------------------------------------------- |
| 1                      | Olasz Királyság        | Adeodato Giovanni Piazza O.C.D. | 53                     | a Velencei patriarkátus pátriárkája                 |
| 2                      | Olasz Királyság        | Ermenegildo Pellegrinetti       | 61                     | Jugoszlávia apostoli nunciusa                       |
| 3                      | Egyesült Királyság     | Arthur Hinsley                  | 72                     | a Westminsteri főegyházmegye érseke                 |
| 4                      | Olasz Királyság        | Giuseppe Pizzardo               | 60                     | a Rendkívüli Egyházi Ügyek Kongregációjának titkára |
| 5                      | Franciaország          | Pierre-Marie Paul Gerlier       | 57                     | a Lyoni főegyházmegye érseke                        |